# Binburrum articuno
Binburrum articuno es una especie de coleóptero del género Binburrum. La especie es endémica del sureste de Australia del Sur. La especie es endémica del noreste de Queensland (Australia), donde comparte hábitat con otras dos especies del mismo género: Binburrum zapdos y Binburrum moltres.